# セントラルパーク地下街

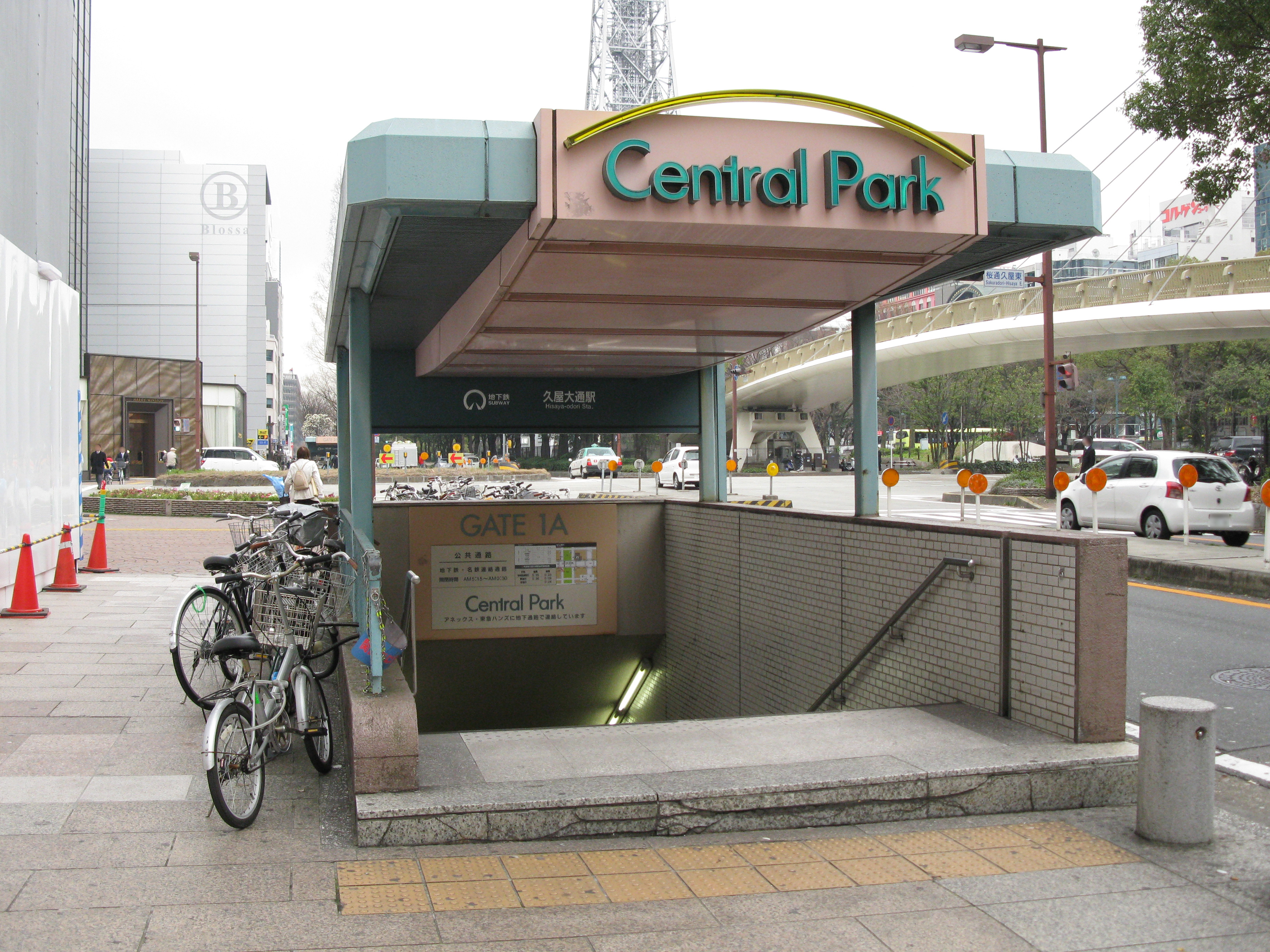
セントラルパーク地下街1A入り口

セントラルパーク地下街とは、愛知県名古屋市中区栄にある地下街である。管理は名古屋テレビ放送（メ〜テレ）の関連会社株式会社セントラルパーク（Cetral Park Co.,Ltd.）が行っている。

## 概要

### 立地
錦通と桜通の間の久屋大通の地下の名古屋テレビ塔とその周辺の下に南北に細長い長方形状になっている。
地下鉄東山線と地下鉄名城線との接続駅である地下鉄栄駅と森の地下街経由で接続していたが、1989年（平成元年）9月1日に地下鉄桜通線が開通した際に地下鉄名城線との接続駅として地下鉄久屋大通駅が開設されたため、この両駅の間を繋ぐ形となっている。
また、森の地下街の一部である「栄北地下街」と繋がっているため、森の地下街経由で栄地区南側の地下街であるサカエチカとも接続しており、栄地区の地下街全体と一体化されている。
なお2021年（令和3年）10月17日までは、専門店ビル「セントラルパークアネックス」（1986年（昭和61年）開業）とも接続していた。同ビルと地下街が開業するまで、栄地区では錦通りの北側に大型商業施設がなかったため、南北に人の流れを生む形となり、新たな賑わいを呼び起したとされている。

### 建造物の特徴
延床面積は約55,732m2で、このうち地下街部分だけでも約29,487m2である大規模な地下街である。
ステンドグラスで装飾された地上からの明かり取りの天窓が随所にあったが、2020年の公園工事に伴い現在は撤去されている。「イベント広場」や「市民ギャラリー」等の催事空間も設置されており、華やかな雰囲気を演出する構造となっている。また、地上エリアに2020年（令和2年）9月18日に開業した「Hisaya-odori Park」とも直結している。
名古屋市内で駐車場を併設しているのは他にユニモールとエスカのみであり、栄地区では当地下街のみが地下駐車場を併設している。

### 店舗の配置と構成
中には東通り、中央通り、西通りと名づけられた南北に走る3本の通路が配置されており、開業時には119店が出店していた。
そのうち40%以上が婦人服関連の店で占められていて紳士服関連はわずか3店と女性向けのファッション中心のテナント構成となっていた。
通路などを除いた店舗面積は約10,250m2である。

## 開業までの経緯
元来、名古屋城の外堀の中に乗り入れて堀のなかに駅も設置されていた名鉄瀬戸線であったが、地下鉄やバスなどへの乗り換えを容易にすることを目的に路線を付け替え、栄に乗り入れさせることになった。
その際には、建設への理解を求めて名古屋市や栄地区の既存の地下街との調整が行われている。
この名鉄瀬戸線の栄乗り入れに合わせて周辺の再開発を行うことを目的に、1973年（昭和48年）4月2日に「株式会社セントラルパーク」が設立された。
そのため、名鉄瀬戸線の栄乗り入れと合わせて建設されただけでなく、名古屋テレビ塔周辺を含めた地上の公園とも一体的に整備が行われている
この地上部分の公園も「株式会社セントラルパーク」が事業費を負担して整備している。
この建設工事には、重さ3000トンのテレビ塔の下とその周辺をくり抜く形で掘削する難工事が含まれていた。
このうち、地下街部分の工事は、1976年（昭和51年）1月30日に起工式を行って着工し、1978年（昭和53年）11月2日に竣工している。
当時は建設省と運輸省（共に現在の国土交通省）、消防庁と警察庁の4省庁による地下街に関する基本方針により、地下街新設は原則として認められていなかったが、駐車場不足や歩行者通行量が多くて地上交通の混雑を緩和するために必要な場合に、公共地下歩道や公共地下駐車場の整備に付随する形での地下街のみが建設可能となっていた。そのため、当地下街も延床面積は約55,732m2のうち、公共通路が約14.548m2で、地下駐車場が約25,770m2となっており、店舗部分の面積は約10,250m2と20%以下に留まっている。